# Gunniltorp
Gunniltorp este o arie protejată (arie specială de conservare — SAC, sit de importanță comunitară — SCI) din Suedia întinsă pe o suprafață de 31,5 ha, integral pe uscat.

## Localizare
Centrul sitului Gunniltorp este situat la coordonatele 58°13′15″N 13°45′42″E / 58.2207°N 13.7617°E.

## Înființare
Situl Gunniltorp a fost declarat sit de importanță comunitară în decembrie 1998 pentru a proteja un număr necunoscut de specii din flora spontană și fauna sălbatică aflate în arealul zonei. Situl a fost protejat și ca arie specială de conservare în martie 2011.

## Biodiversitate
Situată în ecoregiunea boreală, aria protejată conține 3 habitate naturale: Pajiști fino-scandinave uscate până la mezice, bogate în specii de altitudine mică, Păduri pe pante, grohotișuri și ravene de Tilio-Acerion, Pășuni din zone de pădure fino-scandinave.
La baza desemnării sitului se află un număr nedeclarat de specii protejate.